# HMAS Broome (ACPB 90)
Le HMAS Broome (ACPB 90), nommé d’après la ville de Broome, en Australie-Occidentale, était un patrouilleur de classe Armidale de la Royal Australian Navy (RAN).

## Conception et construction
Les patrouilleurs de la classe Armidale mesurent 56,8 mètres de long, avec une largeur de 9,7 mètres, un tirant d'eau de 2,7 mètres et un déplacement standard de 270 tonnes. Leur coque en V à mi-carène est fabriquée en alliage d’aluminium, et chaque navire est construit selon une combinaison des normes Det Norske Veritas pour les engins légers à grande vitesse et des exigences de la RAN. Les patrouilleurs de classe Armidale peuvent se déplacer à une vitesse maximale de 25 nœuds (46 km/h) et sont propulsés par deux arbres d'hélice, chacun relié à un moteur Diesel MTU 16V M70. Les navires ont une autonomie de 3000 milles marins (5600 km) à une vitesse de 12 nœuds (22 km/h), ce qui leur permet de patrouiller autour des territoires lointains de l’Australie. Ils sont conçus pour des patrouilles standards de 21 jours, avec une autonomie maximale de 42 jours,.
L’armement principal des patrouilleurs de classe Armidale est un affût stabilisé de canon Rafael Typhoon, équipé d’un canon mitrailleur de 25 mm M242 Bushmaster. Deux mitrailleuses de 12,7 mm (0,50 pouce) sont également transportées. Les opérations d’embarquement sont effectuées par deux bateaux pneumatiques semi-rigides (RHIB) de 7,2 mètres propulsés par hydrojet. Chaque RHIB est stocké dans son bossoir dédié, et est capable d’opérer indépendamment du patrouilleur car il transporte son propre équipement de communication, de navigation et de sécurité,.
Chaque patrouilleur dispose d’un équipage standard de 21 personnes, avec un maximum de 29 personnes,,. Un compartiment d’hébergement auxiliaire de 20 couchettes a été inclus dans la conception pour le transport de soldats, de pêcheurs illégaux ou d’immigrants clandestins arrêtés en mer. Dans les deux derniers cas, le compartiment peut être fermé de l’extérieur. Cependant, un dysfonctionnement dans les installations de traitement des eaux usées à bord du HMAS Maitland en août 2006 a envoyé du sulfure d'hydrogène et du monoxyde de carbone dans le compartiment, intoxicant quatre marins travaillant à l’intérieur, sans causer leur mort. Après cela, l’utilisation du compartiment pour l’hébergement a été interdite dans toute la classe,.

## Historique opérationnel
Le HMAS Broome a été construit par Austal à Henderson, en Australie-Occidentale. Il a été commissionné dans la RAN en 2007,.
Le HMAS Broome est affecté à la division Assail, basée à Darwin. Il effectue des patrouilles de protection des frontières maritimes et de protection des pêches.
En 2008, le HMAS Broome a été l’un des deux navires utilisés pour représenter le patrouilleur fictif HMAS Hammersley dans la deuxième saison de la série dramatique australienne Sea Patrol. 42 des 86 jours de tournage ont eu lieu à bord du HMAS Broome, son navire jumeau le HMAS Launceston (ACPB 94) étant utilisé plus tard pour le tournage.
En mai 2010, le HMAS Broome s’est rendu à Kupang, en Indonésie, pour participer à un exercice naval bilatéral. En juillet 2010, la Première ministre Julia Gillard a assisté à une démonstration des procédures d’embarquement à bord du HMAS Broome.
En octobre 2013, le HMAS Broome a participé à l’International Fleet Review 2013 à Sydney.